# Le Concombre masqué
Le Concombre masqué  è una serie di fumetti creata nel 1965 da Nikita Mandryka con lo pseudonimo di Kalkus sul quotidiano Vaillant, Vaillant, le journal de Pif, e poi cintinuata nell'edizione successiva del settimanale Pif Gadget.

Apparso successivamente in Pilote, L'Écho des Savanes, Spirou, (À suivre) e nel supplemento a fumetti del quotidiano Le Matin de Paris, il Concombre, una cucurbitacea loquace e filosofica, si evolve in un universo assurdo e ha (letteralmente) un ragno nel soffitto. "L'unico eroe 100% vegetale e quindi 100% sano , si aggira tra storie burlesche e oniriche.
Nell'universo del concombre troviamo diversi personaggi ricorrenti, come Chourave, il suo fedele amico, gli elefanti che giocano a carte e che si trovano nella sua "cactus-blockhaus" o il Grande Patatoseur, il suo nemico di sempre.
La serie completa degli anni pubblicati sulla rivista Pilote, pubblicata dall'editore Dargaud, ha ricevuto il Premio del Patrimonio al Festival di Angoulême 2005.

## Storia
Da bambino, Nikita Mandryka andava matto per i fumetti, e in particolare per un piccolo personaggio di Jean-Claude Forest, il Copyright, pubblicato all'inizio degli anni Cinquanta su Vaillant. Altrettanto assurdo e volentieri surrealista, ha avuto una grande influenza sul fumettista: "Ho letto un fumetto di Forest su Vaillant, il Copyright, e mi è piaciuto molto. E mi è piaciuto molto. Perché? Perché il Copyright ero io! Un personaggio unico nel suo genere. [...] E poi questo fumetto si è fermato. Quindi, naturalmente, ho voluto continuare. L'ho continuato a scrivere nei miei quaderni. Ho chiamato il Copyright Prosper, o qualcosa del genere. Poi gli ho tolto la coda e ha iniziato ad assomigliare al futuro cetriolo mascherato" (Mandryka).
Un decennio dopo, nel 1964, Nikita Mandryka fece il suo debutto su Vaillant, il giornale dove veniva pubblicato Copyright. Con lo pseudonimo di Nik, crea per la prima volta il personaggio di Boff, un reporter che la redazione invia, nel numero 1037 del 28 marzo 1965, alla ricerca del misterioso cetriolo mascherato che vive nel "deserto della morte lenta". Questa prima apparizione del cetriolo coincide con l'ultimo numero di Vaillant, che la settimana successiva viene ribattezzato Vaillant, le journal de Pif, e nel quale compare, il primo aprile 1965, la prima tavola delle Avventure vegetali del cetriolo mascherato, questa volta firmata da Kalkus (e in seguito da Karl Kruss, Calgus, Kudsak, Caleq-usse o addirittura Kilkoz). Mandryka non firmò la serie con il suo vero nome fino al primo numero di Pif Gadget, il formato successivo del giornale, il 24 febbraio 19692 .
Nel 1971, il Concombre il periodico Pig Gadget lasciò quest'ultimo a Pilote, il giornale a fumetti di cui René Goscinny, sceneggiatore di Asterix e di numerose serie di successo, era direttore: "Pilote era uno dei migliori giornali del mondo. Il suo modello era la rivista Mad, di Harvey Kurtzman, alla quale Goscinny aveva contribuito anche durante il suo soggiorno negli Stati Uniti. Goscinny, che aveva un talento incredibile, voleva fare di Pilote un equivalente di Mad in France. Come potrei non volerne far parte " (Mandryka).
Dal 1965 al 1970, Nikita Mandryka aveva già collaborato con Pilote scrivendo alcune sceneggiature. Disegna anche varie gag, a volte sceneggiate da Reiser, Lob, Monzon o anche Gotlib, con cui crea le Clopinettes. Ma è nel n. 585 del 21 gennaio 1971 che il cetriolo appare per la prima volta in Une araignée dans le plafond, una storia in otto tavole.
Nel 1972, Goscinny rifiuta di pubblicare un episodio molto "anticonformista" del filosofo vegetale intitolato Une histoire sans titre, una storia meglio conosciuta con il titolo Le Jardin Zen. Nikita Mandryka trovò questa censura molto difficile da accettare e decise di fondare nello stesso anno L'Écho des Savanes, con Claire Bretécher e Marcel Gotlib, "una rivista come quelle dell'underground americano, dove diverse persone si riuniscono per fare quello che gli piace, per divertirsi facendo le LORO cose " (Mandryka).
In questo periodo, tuttavia, Nikita Mandryka non lascia completamente la casa editrice Dargaud, Pilote, poiché è ancora sotto contratto. Nel 1973, Dargaud pubblicò il primo album delle storie del Cetriolo apparse sul settimanale e che prendevano il titolo originale della serie: Les Aventures potagères du Concombre masqué. Nel 1971, un albo omonimo all'italiana era già stato pubblicato dalla casa editrice  Futuropolis, ma questa volta era basato sulle prime storie di Concombre pubblicate in bianco e nero su Vaillant. Dal 1975 al 1983, altri cinque albi sono stati pubblicati da Dargaud e, dopo una serie di fumetti pubblicati dal 1990 al 1992, questa volta dall'editore Dupuis, il Concombre, "come cambia sempre in se stesso " , è tornato da Dargaud per tre raccolte, dal 2006 al 2012. A partire dal 2010, Alain Baulet pubblicherà anche piccoli formati in bianco e nero, ciascuno limitato a 1.000 copie e con impaginazione variabile.
Le Concombre passa da un editore all'altro e vende poco, ma nel 1998 Nikita Mandryka ha già creato da solo un sito Internet per riconquistare la libertà vendendo gratuitamente le sue ultime creazioni, anche se questo significa vivere con pochi soldi: "Dato che mi resta poco tempo da vivere, non mi preoccupo, faccio solo quello che voglio fare. Faccio solo quello che voglio fare. Non voglio essere disturbato con un fumetto perché il mio editore decida se è vendibile o meno. Sono perfettamente felice e non ho bisogno di far arrabbiare nessuno per trovare un po' di piacere."

## Personaggi
In ogni album, possiamo trovare alcuni personaggi ricorrenti:
- Chourave, l'unico amico del cetriolo, ma anche il suo schiavetto;
- gli elefanti, che spesso giocano a carte o a bocce con i cubi;
- la nonna del cetriolo, che è sensibile;
- il Grande Patatoseur, che possiede un dispositivo infernale in grado di trasformare in patate tutti coloro che lo sfidano;
- Fourbi, l'assistente del Grande Patatoseur.

## Interiezioni e citazioni comuni
- «Bretzel liquide!»
- «Keskeucé?!»
- «Vazyléon!»
- «Mercadet Poissonière!»
- «Rhône Poulenc!»
- «Quelle époque opaque!»
- «Tout finit en purée»
- «Ce qui me tue dans la vie, c'est la mort»

## Lavoro personale

### Album
- Les aventures potagères du Concombre masqué: le prime pagine in bianco e nero pubblicate su Vaillant. Futuropolis (Comics 130 Spécial n. 1 all'italiana, B&N) 1971, ristampato da Mosquito nel 2016.
- Les aventures potagères du Concombre masqué: il primo racconto di otto pagine pubblicato su Pilote (Une araignée dans le plafond) et des histoires courtes d’une ou deux planches. Dargaud 1973, 1980, 1981 e 2008, J'ai lu 1988 e 1990, Z'éditions 1995.
- Le Retour du Concombre masquéDargaud 1975 et 1982, J'ai Lu 1990
- Comment devenir maître du mondeDargaud, 1980
- La Vie quotidienne du Concombre masquéDargaud, 1981
- Le Chef vous salue bienSaupiquet, 1982
- À la poursuite du Broutchlag MordoréDargaud, 1982
- Le Concombre contre le Grand PatatoseurDargaud, 1983
- Pas de Sida pour Miss Poireau (avec Claude Moliterni) Giphar lab. 1987 et 1994
- La Dimension poznave - 1 Dupuis, 1990
- La Dimension poznave - 2 Dupuis, 1990
- Le Concorde masqué dépasse les bornesDupuis, 1991
- Le Concombre masqué fait avancer les chosesDupuis, 1992
- Tronches de concombre (collectif par les auteurs Dupuis) Dupuis, 1992
- Le Management vu par le concombre masqué(avec Emmanuel Pollaud-Dulian) Generales First, 1993
- Le Concombre masqué : les inéditsZ'Éditions, 1995
- L'Intégrale des années PiloteDargaud, 2004
- Le Bain de minuitDargaud, 2006
- Le Monde fascinant des problèmesDargaud, 2009
- Du Barouf dans le potageAlain Baulet, 2010
- La Vérité UltimeDargaud, 2012
- Gardez l'argent !Alain Baulet, 2012
- Le Sac à malicesAlain Baulet, 2013
- Le Choc du futurAlain Baulet, 2013
- Le Jardin ZenAlain Baulet, 2014
- Le Travail tueAlain Baulet, 2015
- Conc et Chou lanceurs d’alerte !Alain Beaulet, 2017
- Traqueurs de fausses nouvellesAlain Baulet, 2018
- La Vie secrète du Concombre masquéAlain Baulet, 2022

## Illustrazioni
- Hitler e il suo amico concombre, racconto di Jean-Émile Jenvrin, illustrato da Mandryka, Rigolo! n. 7, gennaio 1984

### Videografia
- Nikita Mandryka et Le Concombre Masqué chez Bernard Pivot | Archive INA [archivio], 6 agosto 1992, su YouTube.
- Mandryka et son " concombre masqué " [archivio], intervista a Mandryka al Salon du livre de Genève, 2 maggio 2014, su Franceloisirs.ch.
- Mandryka , Le Concombre Masqué [archivio], intervista con Mandryka alla Fiera del Libro di Ginevra, aprile 2016, su YouTube.

## Adattamento in una serie animata
- Il giardino zen, estratto dal primo e unico episodio mai realizzato di una serie di animazione in 3D che originariamente doveva contenere cinquantadue episodi.

Prodotto a Liegi, in Belgio, nello studio Neurones Cartoon, ha ricevuto il premio del pubblico al Montreal International Computer Film Festival (FIFOM) del 1992 e nello stesso anno, con il titolo The Lone Cuke in inglese, è stato selezionato per la convention SIGGRAPH (Special Interest Group in GRAPHics) di Chicago (USA).
Il giornale Spirou n. 2838 del 2 settembre 1992, la cui copertina mostra il Concombre in simulazione 3D con il titolo Les secrets de fabrication du Concombre, riporta che Mandryka si recò di persona allo studio per tre mesi per lavorarci, aiutando con lo storyboard e il design dei personaggi, ma da allora non si è più parlato della serie e non sono apparse nuove sequenze.

## Premi
- Anni completi della rivista Pilote, pubblicati da Dargaud, ha ricevuto il Premio del Patrimonio al Festival di Angoulême 2005.

### Articoli
- Cecil McKinley, "Concombre masqué", in BDZoom (2016): la storia più completa della serie.
- Maël Rannou, "Nikita Mandryka", prima [archivio] e seconda [archivio] parte, in du9: Mandryka viene intervistato in modo approfondito sulla sua carriera.
- Patrick Gaumer, "Le Concombre masqué", in Dictionnaire mondial de la BD, Paris, Larousse, 2010, pp. 197-198.[1]
- Christophe Quillien, "Les aventures potagères du Concombre masqué", in Pif Gadget: 50 ans d'humour, d'aventure et de BD, Hors Collection, ottobre 2018, pp. 160-163.[2]
- Paul Gravett (a cura di), "From 1950 to 1969: The Masked Cucumber", in Les 1001 BD qu'il faut avoir lues dans sa vie, Flammarion, 2012, p. 264.[3]
- Puffo - Les Cahiers de la BD n. 28, Mandryka, 1975.
- "Le Concombre masqué [archivio]": tutte le edizioni di tutti gli album in francese su BD Gest'.